# Chaumontois
El Chaumontois és una comarca francesa de la regió de Lorena. Està formada per part dels Vosges i per la regió cap a la desembocadura del riu Meurthe al riu Mosela. La ciutat principal és Nancy.
Fou seu del comtat de Chaumontois a l'edat mitjana.